# Type 62
Xe tăng hạng nhẹ kiểu 62 (Type 62) là loại xe tăng hạng nhẹ do hãng Norinco của Trung Quốc sản xuất, phát triển từ năm 1960. Đây là một phiên bản thu nhỏ của xe tăng Type-59 (1 bản sao của xe tăng T-54) nên hình dạng của nó rất giống T-54A chỉ có điều nhỏ hơn, giáp mỏng nhẹ hơn, pháo nhỏ hơn và dùng các thiết bị điện tử khác nhằm giảm trọng lượng.
Hiện tại, loại xe tăng này vẫn còn được sử dụng trong Quân Giải phóng Nhân dân Trung Quốc cùng quân đội một số quốc gia khác và đang được hiện đại hóa dần lên.

## Lịch sử phát triển
Khi xe tăng Type-59 được sản xuất, nó đã thể hiện rõ sự khó khăn khi hoạt động ở vùng phía nam Trung Quốc. Khu vực này chủ yếu bao gồm các dãy núi, đồi, ruộng lúa, hồ và sông ngòi mà không có một cây cầu hoặc cầu không thể chịu được trọng lượng của xe tăng Type-59 hay T-54. Vì vậy, vào năm 1950, Quân Giải phóng Nhân dân Trung Quốc đã đề nghị sản xuất một loại xe tăng có thể hoạt động dễ dàng ở khu vực này nhưng sức chiến đấu lại tương đương T-54. Sau đó, nhà máy 674 bắt đầu phát triển loại xe tăng này vào năm 1958. Mẫu đầu tiên mang tên Type 59-16, bắt đầu được nghiên cứu từ năm 1960-1962, đến năm 1963 thì việc nghiên cứu kết thúc và mẫu chính thức Type-62 bắt đầu được Quân Giải phóng Nhân dân Trung Quốc sử dụng.
Sau những kinh nghiệm thu được từ Chiến tranh biên giới Việt-Trung, một phiên bản Type-62 mới bắt đầu được nghiên cứu, 33 mẫu cải tiến đã được thử nghiệm rồi cho ra đời mẫu nâng cấp Type-62-I.
Trung Quốc từng cố gắng lắp đặt tháp pháo của Type 63 lên Type 62 nhưng không thành công. Sau đó, một tháp pháo dành riêng cho mẫu Type 62 mới bắt đầu được vẽ ra. Mẫu xe này được gọi là Type 62G.

## Miêu tả

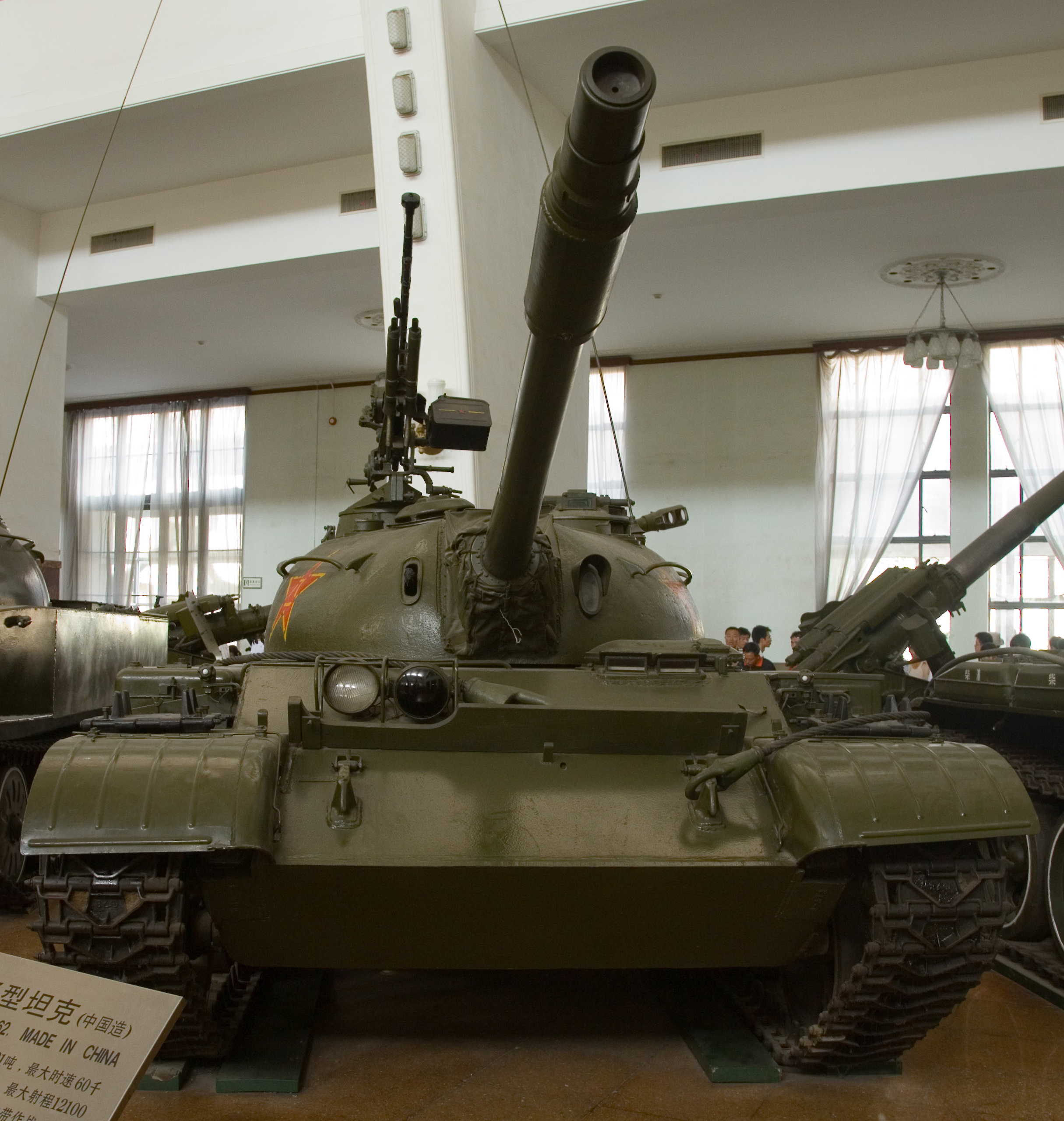
Mặt trước của 1 chiếc Type 62

Type 62 như một mô hình thu nhỏ của T-54A, với pháo 62-85TC 85mm đơn giản và nhỏ hơn rất nhiều so với pháo DT-10 100mm của T-54. Vỏ giáp cũng mỏng và ít đi nhằm giảm trọng lượng tổng thể. Xe có 3 khoang: Khoang lái phía trước, khoang chiến đấu ở giữa, khoang động cơ phía sau. Kíp chiến đấu gồm 4 người: lái xe ngồi phía trước bên trái, chỉ huy và pháo thủ ngồi ở bên trái ở tháp pháo, lính nạp đạn ngồi ở bên tay phải phía sau tháp pháo. Mỗi bên tháp pháo có 1 khối kính nhỏ giúp người ngồi trong xe nhìn ra ngoài. Nóc xe có trang bị 1 súng 12,7mm DShK loại 54 (Type 54) do Trung Quốc sản xuất.
Pháo 85 mm cùng cỡ với chiếc Type 63 có thể bắn đạn AP, APHE, HE, Frag-HE, HEAT, APFSDS-T, mang theo 47 viên đạn. Tốc độ bắn khá chậm 3-5 viên 1 phút. Súng có thể bắn xa đến 12,2 km. Pháo 85 mm của loại 62 có độ chính xác kém, hơi thiếu ổn định, gây khó khăn cho xạ thủ, dù nó được trang bị thêm 1 thiết bị nhìn đêm. Ngoài ra, xe còn có 1 súng máy hạng nặng 12,7 mm DShK loại 54 (1.250 viên), có thể thay thế bằng súng 7,62 mm 2.000 viên. Xe còn có 1 súng máy đồng trục 7,62 mm lắp ở mũi xe.
Hệ thống treo của Type 62 là hệ thống thanh xoắn. Bánh xe cũng như xích đều nhỏ hơn so với bánh xích của Type-59 nhằm để giảm trọng lượng. Động cơ Diesel 12150L-3 V-12 làm mát bằng chất lỏng là loại động cơ nhỏ hơn so với động cơ 12150L 12 xi-lanh làm mát bằng chất lỏng của Type-59, đem lại công suất 20,5 mã lực/tấn. Điều này làm xe chỉ có tầm hoạt động 500 km, tốc độ chỉ đạt từ 35–60 km/h. Type 62 có thể vượt qua chướng ngại vật cao 0,8 m theo chiều dọc, 2,85 m hào, 30° sườn bên và khả năng lội nước ở độ sâu 1,4 m (5 m khi được trang bị một ống thở).
Phần giáp dày nhất của xe chỉ có 50 mm, đây chính là điểm yếu lớn nhất của Type 62. Với giáp quá mỏng, nó có thể dễ dàng trở thành mục tiêu của súng phóng lựu chống tăng RPG.

## Phục vụ

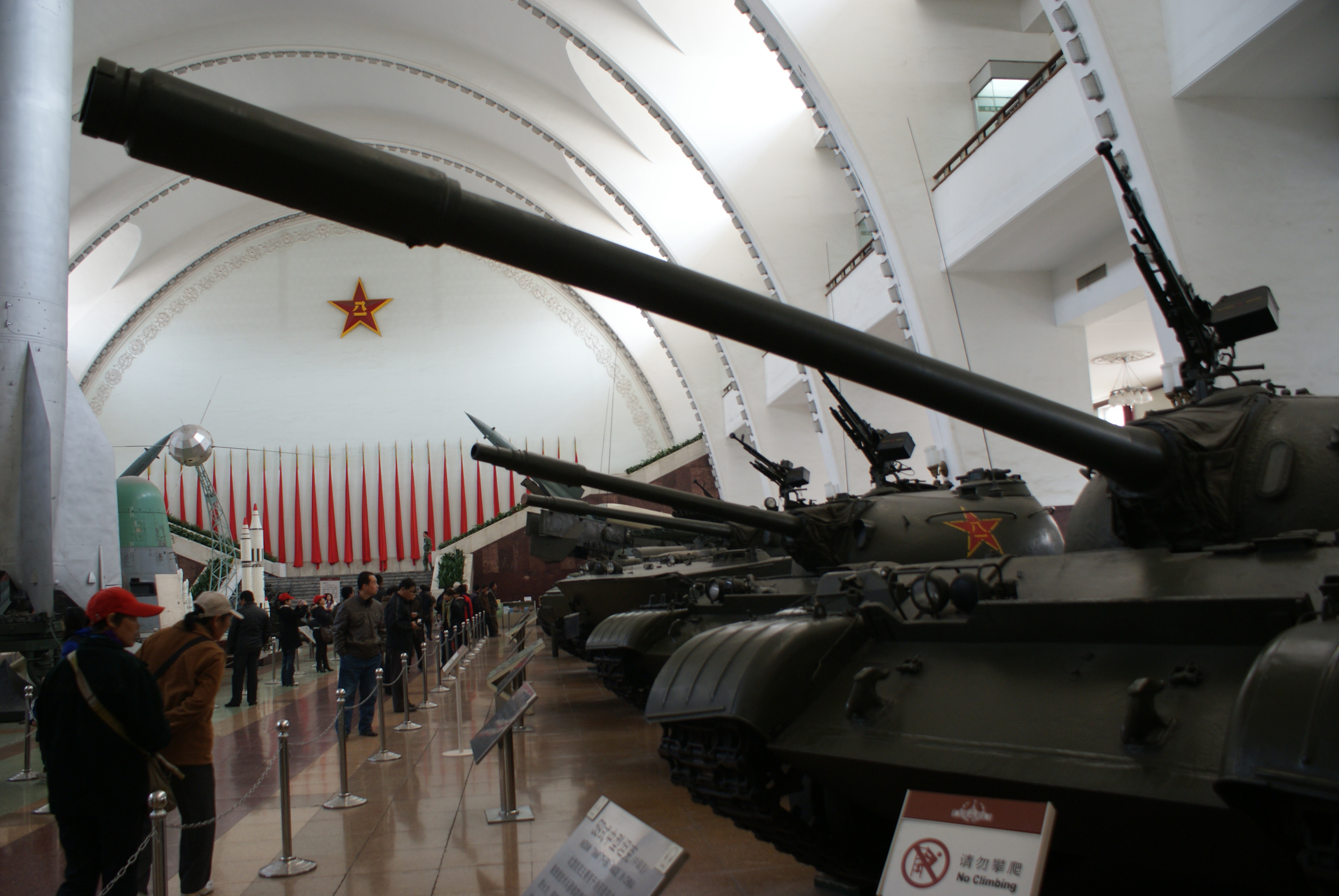
Type 59 và Type 62 tại Bảo tàng Quân đội Cách mạng nhân dân Trung Quốc

Type 62 bắt đầu phục vụ trong quân đội Trung Quốc từ năm 1963. Từ năm 1963-1989, hơn 1.500 chiếc Type 62 đã được sản xuất. Tất cả các đơn vị Type 62 của Trung Quốc đều ở phía nam.
Type 62 vẫn còn hoạt động trong quân đội nhiều nước với các biến thể khác nhau. Chúng có mặt trong Quân đội Nhân dân Việt Nam từ những năm 1965, tham gia Chiến dịch Hồ Chí Minh năm 1975, thậm chí và trong cả Chiến tranh biên giới Việt-Trung 1979.
Trong Chiến tranh biên giới Việt-Trung 1979, Type 62 được phía Trung Quốc sử dụng nhiều. Trung Quốc huy động 7 trung đoàn và 2 tiểu đoàn với 781 xe chiến đấu, gồm 697 xe tăng, 66 thiết giáp chở quân và 18 thiết giáp mang dàn hỏa tiễn. Lực lượng trực tiếp tham chiến là 4 trung đoàn tăng hạng nhẹ Type-62 (420 xe), 1 trung đoàn xe tăng Type-59 (80 xe), 1 trung đoàn xe tăng hạng nhẹ Type-63 (80 xe) và 1 tiểu đoàn hỏa tiễn tự hành Type-70 (18 xe), tổng cộng 580 xe tăng, 60 thiết giáp và 18 thiết giáp mang dàn hỏa tiễn. Còn lại 1 trung đoàn xe tăng hạng trung T-34 (80 xe tăng) và 1 tiểu đoàn tăng hạng trung Type-59 (37 xe tăng) làm dự bị phía sau, không tham chiến. Trong số 640 xe chiến đấu tham chiến, có 609 chiếc bị phá hủy hoặc hư hỏng ở nhiều cấp độ, 87% trong số đó (tương đương 530 xe) xảy ra trong 4 ngày chiến đấu đầu tiên (trong đó ngày 17-2 lên tới 52%, còn lại lần lượt là 15%, 13%, 7%). Số xe bị trúng hỏa lực Việt Nam được Trung Quốc xác định là 31%, tức là khoảng 190 xe, trong đó có 76 chiếc bị phá hủy hoàn toàn Do vỏ giáp mỏng, Type-62 trở thành một mục tiêu dễ bị hạ súng chống tăng RPG.
Rút kinh nghiệm này, các đơn vị tăng - thiết giáp của Trung Quốc phải hiện đại hóa các xe Type 62 mà mình có bằng cách gia tăng độ dày và độ chuẩn xác của pháo. 400 chiếc Type 62 của PLA gần như đã được hiện đại hóa lên phiên bản Type 62I và Type 62G.
Đơn vị còn sử dụng Type 62 nhiều nhất của Trung Quốc là trung đoàn tăng thiết giáp số 43 tại Quảng Châu. Tuy vậy, ngày nay Type 62 chỉ phục vụ trong vai trò trinh sát, pháo binh và yểm trợ hỏa lực như xe tăng hạng nhẹ PT-76 trong biên chế Quân đội Nhân dân Việt Nam. Vẫn chưa có dấu hiệu cho thấy Type 62 sẽ nghỉ hưu trong tương lai gần tại Trung Quốc.
Type 62 đã được xuất khẩu tới nhiều quốc gia nhưng cho tới nay mới chỉ có Triều Tiên cho loại xe này ngừng hoạt động. Quân đội Nhân dân Việt Nam đang có kế hoạch nâng cấp Type 62 cùng nhiều loại xe tăng cũ khác.

## Các nước sử dụng

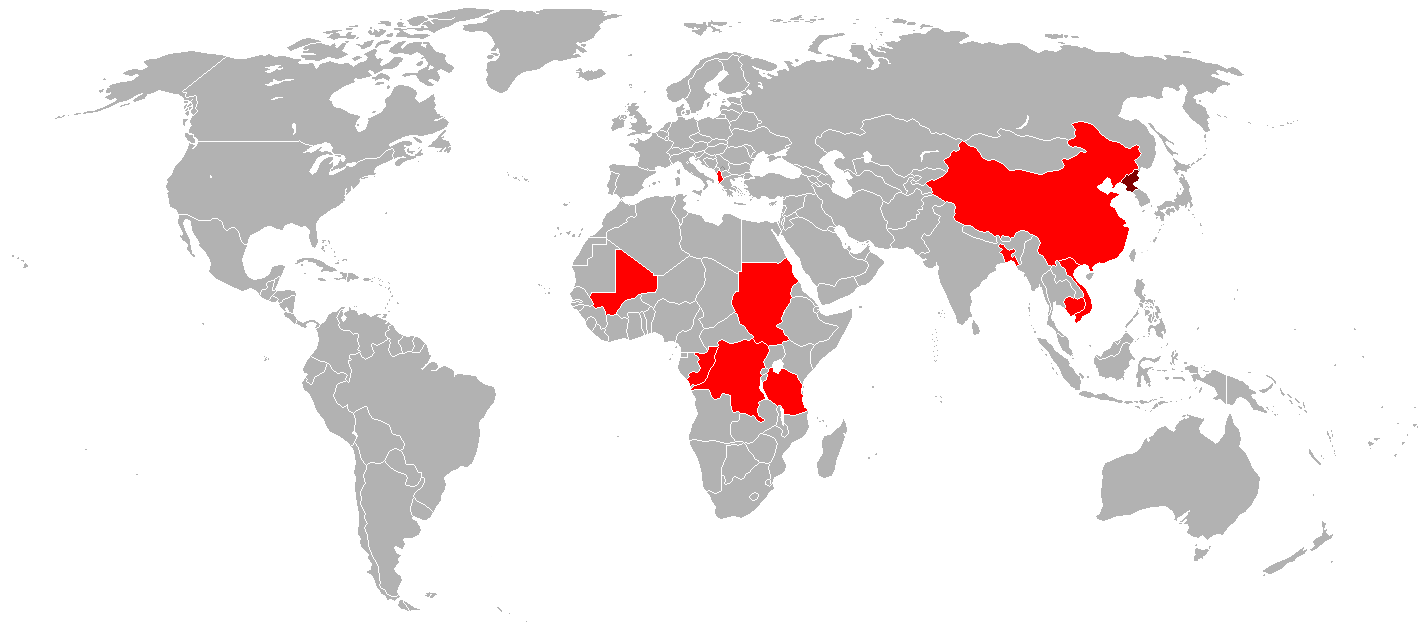
Các quốc gia sử dụng Type 62

### Hiện nay
- Bangladesh – 36 chiếc được đặt hàng vào năm 1984 từ CHND Trung Hoa và được giao vào năm 1985.[4] 8 trong biên chế vào năm 2020.[5]
- Campuchia – 30 chiếc trong đó có 20 chiếc được đặt hàng vào năm 1977 từ CHND Trung Hoa và được chuyển giao vào năm 1978.[4]
- Cộng hòa Dân chủ Congo – 30[6] từ Zaire[7]
- Cộng hoà Congo – ~14 chiếc được bàn giao vào năm 1971,[4] Hiện có 10 chiếc đang hoạt động.[8]
- Sudan –  70 chiếc được đặt hàng vào năm 1970 từ CHND Trung Hoa và được giao trong khoảng thời gian từ năm 1971 đến năm 1973.[4]
- Tanzania –  66 chiếc trong đó có 30 chiếc được đặt hàng vào năm 1969 từ CHND Trung Hoa và được chuyển giao từ năm 1970 đến năm 1972.[4]
- Việt Nam – 2 chiếc thu giữ từ lực lượng Khmer đỏ trong cuộc chiến tranh biên giới Tây Nam[9]
- Thái Lan – 30[7]
- Myanmar – Sử dụng biến thể rà phá bom mìn GLS-131[10]

### Đã cho nghỉ hưu

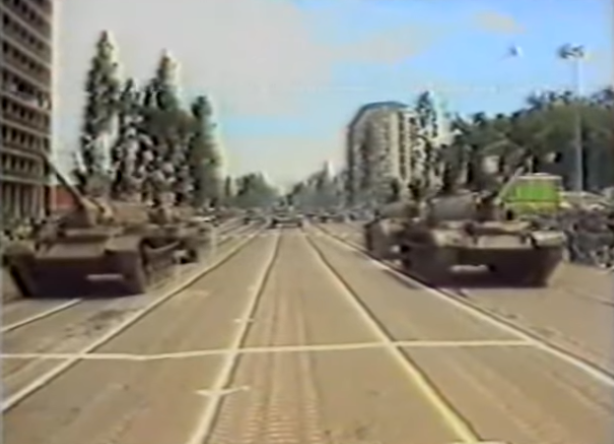
Những chiếc Type 62 của Zaire trong một cuộc duyệt binh ở Kinshasa, năm 1985.

- Albania – 35 chiếc nhận vào năm 1970[4]
- China – Hơn 1.499 chiếc được sản xuất. 800 chiếc được đưa vào phục vụ các năm 1985, 1990, 1995, 2000 và 2003. 400 chiếc được hiện đại hóa vào năm 2005.[11][12] Nghỉ hưu vào đầu năm 2013, được thay thế bằng Xe tăng hạng nhẹ Type 15.[13]
- Mali –  18 chiếc được đặt hàng vào năm 1980 từ PRC và được giao vào năm 1981.[4] Không còn trong biên chế vào năm 2011.[14]
- Myanmar – 105 xe tăng Type-62[15]
- CHDCND Triều Tiên – 50 chiếc được đặt hàng vào năm 1971 từ CHND Trung Hoa và được chuyển giao trong khoảng thời gian từ năm 1971 đến năm 1972.[4] Chúng vẫn hoạt động từ năm 1985 đến năm 1990. Không có chiếc nào được cho là còn trong biên chế từ năm năm 1995.[16]
- Zaire – 70 giao năm 1975–1976.[4]